# Antony (fotbalist)
Antony Matheus dos Santos (n. 24 februarie 2002, Osasco, São Paulo, Brazilia), cunoscut ca Antony, este un fotbalist brazilian, care joacă pe post de extremă la Betis în La Liga, împrumutat de la Manchester United FC. Pe plan internațional, are prezențe la națională pentru Brazilia și Brazilia U23⁠(d).
Antony a câștigat medalia de aur la Jocurile Olimpice Tokyo 2020, alături de naționala Braziliei.
La 30 august 2022, a fost cumpărat de Manchester United de la Ajax Amsterdam suma inițială de transfer fiind de 81,3 milioane de lire sterline, cu alte 4,27 milioane în diferite bonusuri.